# Mary Purcell
Mary Purcell (Irlanda, 22 de mayo de 1949) es una atleta irlnadesa retirada especializada en la prueba de 1500 m, en la que consiguió ser medallista de bronce europea en pista cubierta en 1980.

## Carrera deportiva
En el Campeonato Europeo de Atletismo en Pista Cubierta de 1980 ganó la medalla de bronce en los 1500 metros, con un tiempo de 4:14.2 segundos, tras la soviética Tamara Koba y la polaca Anna Bukis (plata).